# El velo negro del Pastor
El velo negro del Pastor (en inglés: "The Minister's Black Veil") es un relato corto escrito por Nathaniel Hawthorne. Inicialmente fue publicado en la edición de 1836 de The Token and Atlantic Souvenir, editado por Samuel Goodrich. Después apareció en Twice-Told Tales, una colección de relatos cortos de Hawthorne, publicada en 1837.

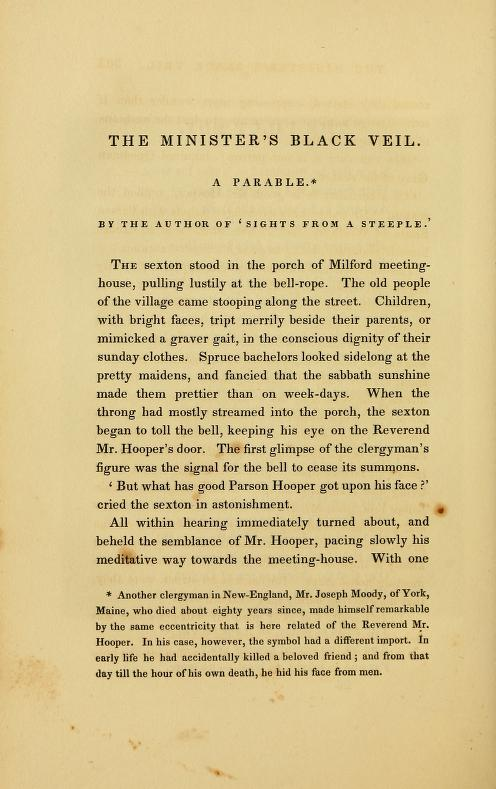
"The Minister's Black Veil", tal como apareció por primera vez en 1836

## Resumen de la Trama
El relato comienza con el sacristán de pie frente al local de culto, tocando la campana. Deja de tocar cuando el Reverendo Sr. Hooper aparece. Sin embargo la congregación se topa con un espectáculo inusual: el Sr. Hooper lleva un velo negro translúcido que oscurece su rostro a excepción de la boca y la barbilla. Esto crea un revuelo entre los pueblerinos, quienes comienzan a especular acerca de ese velo y su significado. Cuando sube al púlpito, el sermón del Sr. Hooper es sobre del pecado oculto y estaba "impregnado, de forma algo más misteriosa que lo normal, de la suave melancolía del temperamento del Sr. Hooper". El tema preocupa a la congregación por sus propios pecados secretos tanto como por la nueva apariencia de su Pastor. Después del sermón, se lleva a cabo un funeral por el deceso de una joven dama del pueblo. El Sr. Hooper se queda y continúa usando su ahora más apropiado velo. Se rumorea que si el velo fuera removido, "el Sr. Hooper temiese su mirada". El Sr. Hooper hace unas cuantas oraciones y el cuerpo es retirado. Dos de los dolientes dicen que imaginaron que "el ministro y el espíritu de la doncella iban caminando de la mano". Esa noche tiene lugar otro evento, esta vez uno jubiloso, una boda. Sin embargo, el Sr. Hooper llega ataviado con su velo, dando pesadumbre al ambiente de la boda.
Al día siguiente, hasta los niños del lugar hablan del extraño cambio que ha sufrido su Pastor. Aunque, nadie se atreve a preguntar directamente al Sr. Hooper sobre el velo, exceptuando su prometida, Elizabeth. Ella trata de estar de buen humor como para quitarle el velo. Él no se lo permitirá, aun estando completamente a solas, ni tampoco le dirá por qué lo usa. Eventualmente ella se rinde y se despide, rompiendo su compromiso.
El único beneficio del velo es que el Sr. Hooper se vuelve un clérigo más eficiente, obteniendo a muchos conversos que sienten que ellos también están detrás del velo negro junto a él. Los pecadores moribundos solo lo llaman a él. El Sr. Hooper pasa su vida así aunque haya sido promovido a Padre, hasta el fin de sus días. Según el texto, "a través de toda su vida, el velo negro estuvo puesto entre él y el mundo, lo había separado de la hermandad alegre y del amor de la mujer, y lo mantuvo en esa prisión que es la más triste de todas, su propio corazón; y todavía yace sobre su rostro, "como para hacer aún más intensa la lobreguez de la oscura cámara y ensombrecerle el sol de la eternidad".
Aunque Elizabeth rompió su compromiso, nunca se casó y todavía estuvo al tanto de la vida del Sr. Hooper desde la distancia. Cuando se da cuenta de que él está gravemente enfermo, llega a su lecho de muerte para estar a su lado. Elizabeth y el Reverendo le piden nuevamente que se quite el velo, pero él se rehúsa. Cuando fallece, se estremecen todos a su alrededor. Él les dice con enojo que no tiemblen, no solamente por él. sino por ellos mismos, pues también llevan velos negros. El Padre Hooper es sepultado con el velo negro sobre su rostro.

## Desarrollo y publicación del relato
Hawthorne pudo haberse inspirado en un hecho real. Un clérigo llamado Joseph Moody, oriundo de York, Maine, apodado "Handkerchief Moody" (Moody el Pañuelo), accidentalmente mató a un amigo cuando era joven, y usó un velo negro desde el funeral hasta su propia muerte.
El relato fue publicado como "El velo negro del Pastor, una parábola", y acreditado "por el autor de Sights from a Steeple" en 1836 para "The Token and Atlantic Souvenir"; el número también incluía los relatos "The May-Pole of Merry Mount" y "The Wedding Knell" de Hawthorne. Más tarde fue incluido en la colección Twice-Told Tales.

## Análisis

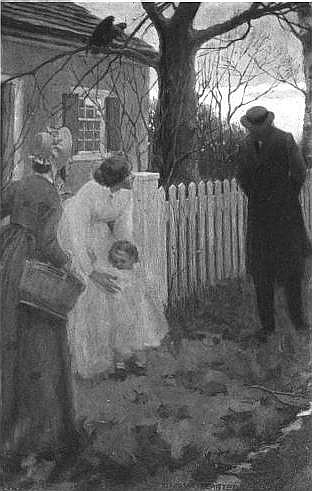
"Los niños huyen de su presencia", ilustración de Elenore Abbott, 1900

Como muchos otros de los trabajos de Hawthorne, el emplazamiento del relato es un pueblo de la Nueva Inglaterra puritana. La escena provee el trasfondo para una exploración psicológica de temas del pecado, arrepentimiento y moralidad. Mucho del relato se enfoca en la reacción amargada de la congregación ante el aparentemente benigno velo. Hawthorne usa dicha reacción como una crítica a la imagen puritana del pecado original, usando el velo como la representación de la naturaleza pecaminosa de toda la gente y no del "pecado secreto".

## Reacción de los críticos
Cuando el relato fue publicado en Twice-Told Tales, un crítico anónimo en el Boston Dialy Advertiser el 10 de marzo de 1837, escribió que prefería "la gracia y dulzura de documentos como 'Little Annie's Ramble,' o de 'A Rill from the Town-pump' en vez de esos con un elenco ambicioso, y en los que cada página brilla más ampliamente con interés por el temor, como 'The Minister's Black Veil' y el 'Dr. Heidegger's Experiment'".
Edgar Allan Poe hizo algunas críticas a los relatos de Nathaniel Hawthorne. Este recibió una reseña mixta de parte de Poe, quien escribió que "gran imaginación resalta en cada página". Sin embargo mencionó la falta de versatilidad en el tono de Hawthorne y el desarrollo de los personajes. Poe declaró que Hawthorne era un hombre de "real genio" pero que necesitaba trabajar en las áreas subjetivas de sus escritos. En su crítica de Twice-Told Tales, Poe también revela un desprecio por las metáforas, herramienta utilizada extensamente por Hawthorne.

## Legado y Adaptaciones
El sermón del Reverendo Hooper fue el punto de inicio del trabajo dramático The Minister's Black Veil por la Socìetas Raffaello Sanzio (2016), dirigido por Romeo Castellucci, con Willem Dafoe como el Reverendo Hooper, texto por Claudia Castellucci y música original y diseño de sonido por Scott Gibbons.